# Ivica Žunić
Ivica Žunić (Jajce, 11 settembre 1988) è un ex calciatore croato, di ruolo difensore.